# مايكل غوف (سياسي بريطاني)
مايكل غوف هو كاتب وقاضي وصحفي وسياسي بريطاني، ولد في 26 أغسطس 1967 في إدنبرة في المملكة المتحدة. نشط حزبياً في حزب المحافظين.

## مناصب
- انتخب وزير ديوان مجلس الوزراء [الإنجليزية]‏ (13 فبراير 2020 – ).
- في الانتخابات العامة في المملكة المتحدة 2019، انتخب عضو البرلمان الثامن والخمسين للمملكة المتحدة  [لغات أخرى]‏ عن دائرة سوري هيث وقد انضم خلال فترته النيابية ‏ (12 ديسمبر 2019 – ) للكتلة البرلمانية حزب المحافظين.
- انتخب مستشار دوقية لانكستر [الإنجليزية]‏ (24 يوليو 2019 – ).
- انتخب Secretary of State for Environment, Food and Rural Affairs [الإنجليزية]‏ (11 يونيو 2017 – 24 يوليو 2019).
- في الانتخابات العامة في المملكة المتحدة 2005، انتخب عضو البرلمان الرابع والخمسون للمملكة المتحدة  [لغات أخرى]‏ عن دائرة سوري هيث وقد انضم خلال فترته النيابية ‏ (5 مايو 2005 – 12 أبريل 2010) للكتلة البرلمانية حزب المحافظين.
- في انتخابات المملكة المتحدة لعام 2010، انتخب عضو البرلمان الخامس والخمسين للمملكة المتحدة  [لغات أخرى]‏ عن دائرة سوري هيث وقد انضم خلال فترته النيابية ‏ (6 مايو 2010 – 30 مارس 2015) للكتلة البرلمانية حزب المحافظين.
- في الانتخابات العامة في المملكة المتحدة 2015، انتخب عضو البرلمان السادس والخمسين للمملكة المتحدة  [لغات أخرى]‏ عن دائرة سوري هيث وقد انضم خلال فترته النيابية ‏ (7 مايو 2015 – 3 مايو 2017) للكتلة البرلمانية حزب المحافظين.
- في الانتخابات العامة في المملكة المتحدة 2017، انتخب عضو البرلمان السابع والخمسين للمملكة المتحدة  [لغات أخرى]‏ عن دائرة سوري هيث وقد انضم خلال فترته النيابية ‏ (8 يونيو 2017 – 6 نوفمبر 2019) للكتلة البرلمانية حزب المحافظين.
- انتخب عضو المجلس الخاص بالمملكة المتحدة  [لغات أخرى]‏ (2010 – ).
- انتخب وزير الدولة للعدل [الإنجليزية]‏ (8 مايو 2015 – 13 يوليو 2016).
- انتخب وزير ظل للتعليم [الإنجليزية]‏ (2 يوليو 2007 – 11 مايو 2010).
- انتخب Parliamentary Secretary to the Treasury [الإنجليزية]‏ (15 يوليو 2014 – 9 مايو 2015).
- انتخب وزير التعليم [الإنجليزية]‏ (12 مايو 2010 – 15 يوليو 2014).

## وصلات خارجية
- الموقع الرسمي
- ميخائيل غوف على موقع IMDb (الإنجليزية)
- ميخائيل غوف على موقع الموسوعة البريطانية (الإنجليزية)
- ميخائيل غوف على موقع مونزينجر (الألمانية)